# Cotylopus
Cotylopus je rod glavoča porijeklom iz potoka i rijeka na otoku Mauricijusu (država Mauricijus ), Réunionu, Mayotteu i Anjouanu u Komorima, koji su svi otoci u zapadnom Indijskom oceanu ispred Afrike.

## Vrste
Priznate vrste u ovom rodu su:
- Cotylopus acutipinnis Guichenot, 1863
- Cotylopus rubripinnis Keith, Hoareau & P. Bosc, 2005.